# 吉井雅之
吉井 雅之（よしい まさし、1958年12月21日 - ）は、日本の実業家、経営コンサルタント、習慣形成コンサルタント。愛称は、ナニワのメンター「ナニメン」。

## 人物
神戸市生まれ、兵庫県立兵庫工業高等学校出身。
工業高校を卒業後、父親に憧れ鉄鋼会社に就職するが、27歳で退職。マイナス思考で生きてきた自分に嫌気がさし、100％諦めムードだったある日、「習慣がすべてを決めている」という言葉に出会い、もう一度だけやり直してみようとガソリンスタンドでアルバイトを始める。32歳にして数多くの能力開発セミナーに参加、石油関連企業を中心に人材教育業務に従事。
2005年、有限会社シンプルタスクを設立、代表取締役に就任。
2018年に発売された『習慣が10割』は、中国（本土・簡体字中国語）、台湾（繁体字中国語）、韓国で翻訳された。以来、習慣のプロと呼ばれ、本業の傍ら、習慣をテーマに学校や企業での講演を行なっている。

## 著書
- 『ナニワのメンター流―最強のビジネスマインドを獲得する習慣形成トレーニング』イーハトーヴフロンティア、2006年10月1日、223頁。
- 『成功する社長が身につけている52 の習慣』同文館出版、2013年2月13日、232頁。
- 『習慣が10割』すばる舎、2018年11月27日、270頁。
- 『人生を変える! 理想の自分になる! 超速! 習慣化メソッド見るだけノート』宝島社、2021年12月10日、191頁。
- 『知らないうちにメンタルが強くなっている!: 面白いように自信がつく「21のきっかけ」』三笠書房、2021年12月20日、206頁。
- 『最短最速で理想の自分になるワザ大全！ 習慣化ベスト100』宝島社、2022年6月16日、237頁。
- 『人生の習慣を整える』サンマーク出版、2023年5月11日、222頁。
- 『仕事ができる人になる思考習慣』大和書房、2023年5月20日、226頁。
- 『「続けられる人」の習慣、ぜんぶ集めました。』青春出版、2025年1月17日、176項。